# ام‌جی‌ام-۱۳ مک
ام‌جی‌ام-۱۳ مک (به انگلیسی: MGM-13 Mace) یک هواگرد ساختِ کارخانهٔ گلن ال. مارتین کمپانی در کشور ایالات متحده آمریکا است. نخستین استفاده‌کنندهٔ این هواگرد نیروی هوایی ایالات متحده آمریکا بوده‌است. این هواگرد برای نخستین بار در ۱۹۵۶ میلادی مورد استفاده قرار گرفت.